# Jungermannia plagiochilacea
Jungermannia plagiochilacea là một loài Rêu trong họ Jungermanniaceae. Loài này được Grolle mô tả khoa học đầu tiên năm 1985.